# Cercopithecus lomamiensis
O macaco-lesula (Cercopithecus lomamiensis) é uma espécie de macaco do Velho Mundo encontrada na Bacia do Rio Congo. Foi descoberto em 2007 e confirmado em uma publicação de 2012. O lesula é a segunda nova espécie de macaco africano a ser descoberto desde 1984.

## Características
A população local o conhece como macaco-lesula, ele possui grandes olhos cor-de-mel, além do rosto e peito cobertos por pelos loiros, no topo da cabeça a pelagem torna-se um pouco mais escura além, também, de possuir tom mais escuro nos ombros, braços, patas e no corpo.
O seu nome científico, Cercopithecus lomamiensis, refere-se à bacia do rio Lomami, no Congo, onde foi encontrado.
O animal tem como parente o macaco-cara-de-coruja (Cercopithecus hamlyni).